# 施萊夫巴赫河 (哈斯洛赫巴赫河支流)
49°50′19.19″N 9°28′48.86″E / 49.8386639°N 9.4802389°E

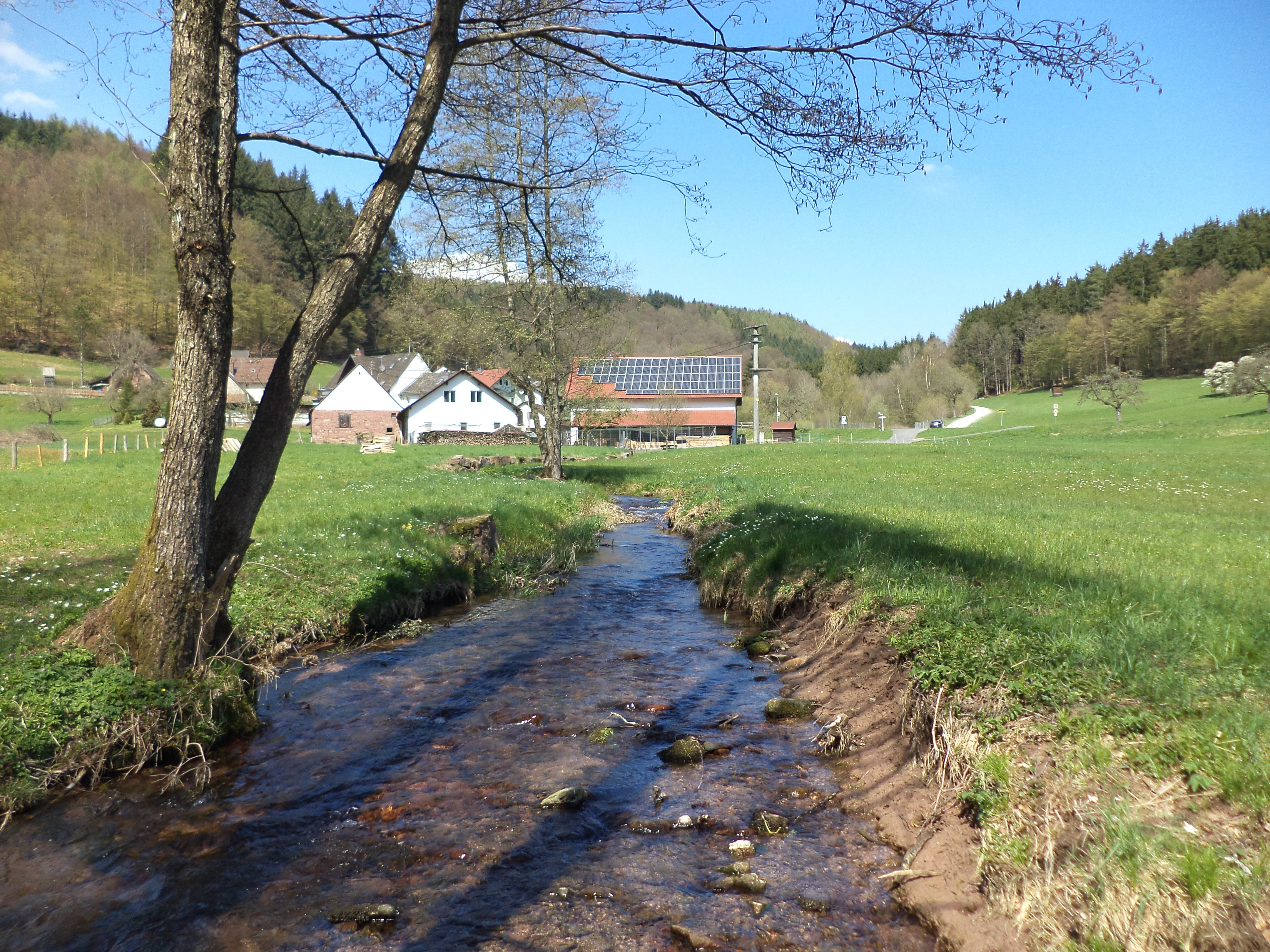

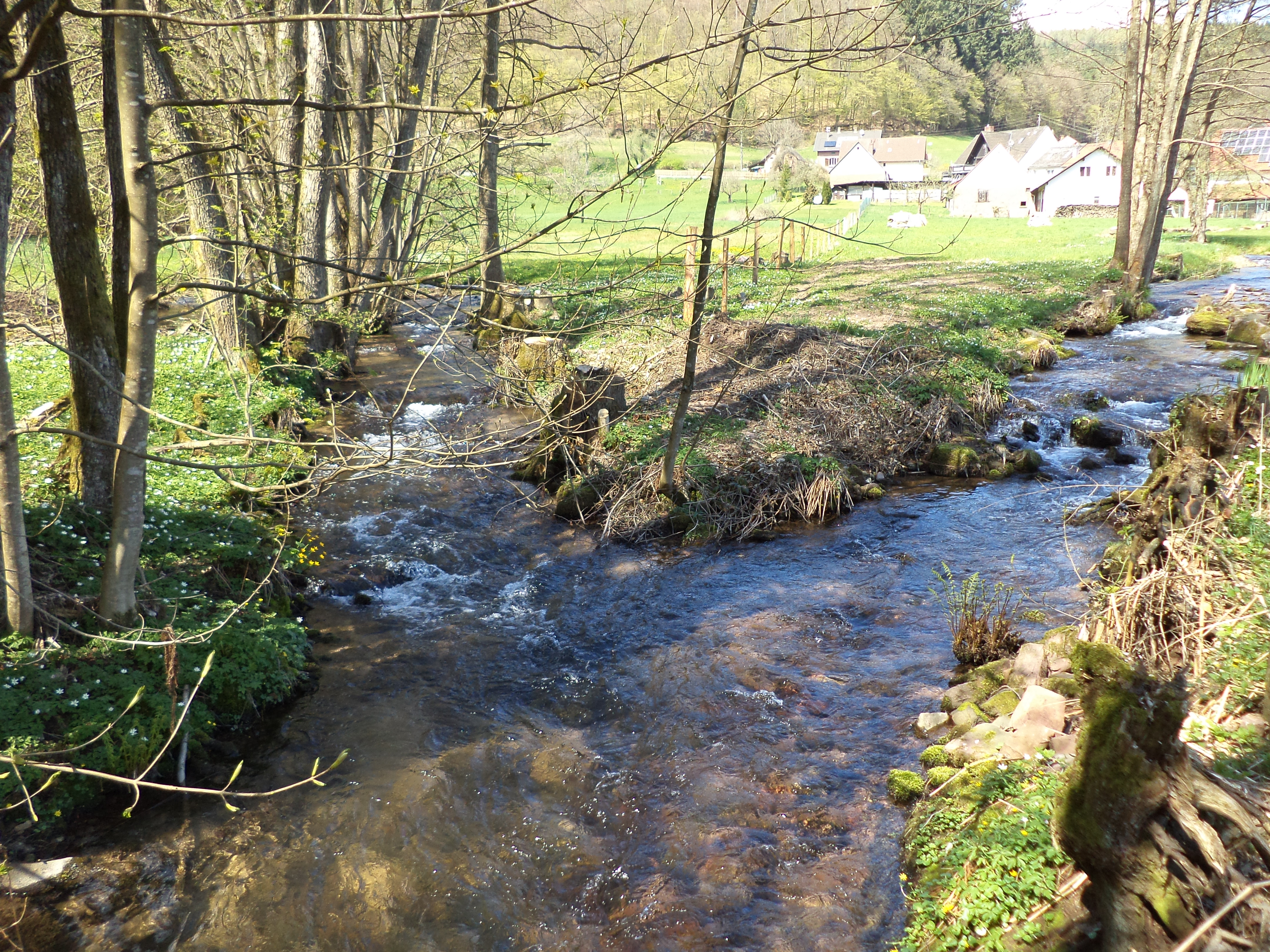

施萊夫巴赫河（德語：Schleifbach），是德國的河流，位於該國東南部，由巴伐利亞負責管轄，屬於哈斯洛赫巴赫河的左支流，河道全長5.4公里，流域面積14.5平方公里。